# Falcons
Falcons (o Fálkar que en islandés significa Halcones), es la séptima película dirigida por Friðrik Þór Friðriksson. Este trabajo que fue estrenado en 2002, es la primera película de Friðriksson enteramente hablada en inglés y también es el primer trabajo en el que aparece como libretista, dándole un estatus de atractivo doméstico e internacional. 

## Reparto completo
- Keith Carradine: Simon.
- Margrét Vilhjálmsdóttir: Dúa.
- Ingvar E. Sigurðsson: Jóhann.
- Magnús Ólafsson: Lobbi.
- Margrét Ólafsdóttir: Tía.
- Friðrik Friðriksson: Joven Policía.
- Axel Prahl: Vendedior de autos de alquiler.
- Marisa Calcagno: Sabine.
- Margrét Helga Jóhannsdóttir: Cantinera.
- Ramin Yazdani: Cara Cortada.
- Geo von Krogh: Anfitrión de la Armada de Salvación.
- Hark Bohm: Hombre de mundo.
- Ragnheidur Steindórsdóttir: Enfermera.
- Guðmundur Ólafsson: Doctor.
- Pétur Ólafsson: Tío Tóti.
- Theódór Júlíusson: Chofer de autobús.
- Randver Thorláksson: Oficial de aduana.
- Zack-Volker Michalowski: Traficante de antigüedades.
- Jóhanna Vigdís Hjaltadóttir: Reportero de TV I.
- Ómar Ragnarsson: Reportero de TV II.
- Örlygur Kristfinnsson: Propietario de galería.
- Darren Forman: Estadounidense I.
- Glenn Robert Hodge: Estadounidense II.
- Rafi Guessous: Portero.
- Bernd Gajkowski: Barman Lübeck.
- Frank Wieczorek: Hombre de Mirada triste.
- Werner Karle Jung: Hombre de mirada vergonzosa.

## Trama
Es la historia de un estadounidense, Simon (Carradine) que después de regresar a Islandia, tierra natal de su madre, visita a parientes aunque en realidad está en la búsqueda del lugar más solitario del mundo para suicidarse. En un pequeño pueblo conoce a Dúa (Vilhjálmsdóttir), una joven mujer islandesa a la que Simon encuentra interesante y muy extraña. Dúa tiene un halcón enjaulado al que espera domesticar, pero la pareja entra en problemas debido a que es ilegal poseer este tipo de animales en cautiverio.

En la historia, Simon es la representación del ave enjaulada, uno de los halcones y debido a que su nueva compañera de aventuras es del signo aire, se unen en una relación gobernada por la creencia de Dúa de que ella es su hija ilegítima. En medio de esta tensión, Simon sirve como una figura protectora para Dúa, quien por otra parte, evita que él se suicide.

La pareja escapa a Hamburgo, Alemania para comenzar desde cero. El comportamiento de los protagonistas está en constante oposición: Simon es un hombre realista y se siente confundido por las creencias excéntricas de Dúa respecto a la astrología, ya que considera que Simon es un típico capricorniano lo cual lleva a que la relación entre ambos no se profundice, aparte del temor de su paternidad.
El halcón de Dúa, el que crio y protegió en la enfermedad, tiene un gran valor para ella, ya que lo considera como el último vestigio de una adorable vida en Islandia. El halcón viaja con ellos en su escape y también posee un gran valor monetario. Posteriormente, debido al derroche de dinero causado por Dúa, Simon trata de venderlo para cubrir con los gastos, pero es estafado por unos árabes ricos y el halcón es robado.

## Comentarios de la crítica
Identificar a los personajes de la película con las características de un halcón es una forma creativa de descripción que contrapone las personificaciones previas de artistas islandeses bohemios y estadounidenses al margen de la ley. Sin embargo, hay un argumento débil para apoyar la relación inmediata desarrollada entre los protagonistas.
Falcons está escrita en un estilo lacónico y sutil como en los trabajos previos del director Friðriksson. El filme expone una dirección visual apropiada donde las tomas fijas de paisaje son, en algunas oportunidades, contrarrestadas por la actividad humana, un recurso empleado sin caer en la exageración de la inmensidad del paisaje, que ayuda a ilustrar el aislamiento de Simon y Dúa. La interpretación encarada por el actor Keith Carradine como Simon brinda una presencia carismática y fuerte del personaje que es destacado por la personalidad extravertida, inocente y extraña de Dúa.
La banda sonora también fue lanzada como un CD separado titulado Fálkar. La composición estuvo en su mayor parte, a cargo de Hilmar Örn Hilmarsson y se incluyen varios artistas de importancia que sirvieron para crear una atmósfera adecuada a la trama del filme.

## Créditos
Apoyo financiero: Eurimages, Icelandic Film Fund, Filmförderung Hamburg, y Nordic Film & TV-Fund.

Diseño de producción: Árni Páll Jóhannsson.

Edición: Sigvaldi J. Kárason.

Composición musical, arreglos y producción: Hilmar Örn Hilmarsson.

Guitarra: Guðlaugur Kristinn Óttarsson, Jón Þór Birgisson, Kristján Edelstein y Orri Hardarson.

Bajo: Georg Bjarnason y Tómas Magnús Tómasson.

Percusión: Birgir Baldursson.

Chelo: Stefán Örn Arnarson.

Ingenieros de sonido: Georg Bjarnason y Tómas Magnús Tómasson.

Música grabada en People’s Studio, Reykjavík.

Regrabación: Kjartan Kjartansson e Ingvar Lundberg.

Edición de sonido: Kjartan Kjartansson, Ingvar Lundberg, Steingrímur E. Gudmundsson, Björn Viktorsson, Nicolas Liebing, Vilhjálmur, Godi Friðriksson, Nicolas Pétur Blin y Magnús Sigurðarson.

Foley: Gadou Naudin.

Grabación foley: Steingrímur E. Gudmundsson.

Regrabación foley: Steingrímur E. Gudmundsson.

Grabación ADR: Björn Viktorsson.

Director del “Making of”: Ari Alexander Ergis Magnússon.

Editor de comisión ZDF/ARTE: Alexander Bohr.

Productor en línea de Islandia: Hrönn Kristinsdóttir.

Productor en línea en Alemania: Bernd Lübke.

Consultores de guion: Kirsten Bonnén Rask, Martin Rosefeldt, Karin Laudenbach y Sveinbjörn I. Baldvinsson.

1º asistente de dirección: Hálfdán Theódórsson.

Gaffer: Örn Marinó Arnarson.

2º asistente de dirección: Wencke Hovet, Harpa Elísa Þórsdóttir y Dadi Hrafn Sveinbjörnsson.

Grúa: Jónas Gudmundsson y Valdimar Jóhannsson.

Asistente: Ingvar Stefánsson.

Continuidad: María Valsdóttir.

Electricistas: Arnar Einarsson, Hinrik Jónsson y Sigurður Steinarsson.

Grabación de sonido: Steingrímur E. Gudmundsson.

Operador de audio: Gudmann Þór Bjargmundsson.

Responsable de propiedad: Thorkell Hardarson.

Asistente del responsable de propiedad: Atli Geir Grétarsson.

Asistente del diseño de producción: Steingrímur Þorvaldsson.

Asistente del diseño de vestuario: Maria Valles.

Fotografía fija: Anna Fjóla Gísladóttir.

Equipo islandés:

Reparto en Islandia: María Sigurðardóttir.

Segunda unidad: Hálfdán Theódórsson y Ragnhildur Gísladóttir.

Transporte de cámara: Ómar Jabalí, and Raghildur Gísladóttir.

Efectos especiales: Eggert Ketilsson.

Entrenador de animales: Dennis Pedersen y Dog Steam Tours.

Operadores: Árni Fannar Sigurðsson y Lilja Jónsdóttir.

Carpinteros:Jóhannes Karlsson y Haukur Karlsson.

Chóferes: Alf Wardrum y Jón Eldjárn.

Cáterin: Ásta Búadóttir.

Equipo alemán:

Coordinador de producción: Susanne Steube.

Dirección de locación: Cord Lappe y Tobias Hering.

Reparto: Eva Schäfer.

Segundo asistente de dirección: Natascha Oyda.

Tercer asistente de dirección: Jan Erik Stahl.

Transporte de cámara: Timo Schwarz.

Entrenadores de animales: Filmtierschule, Tatjana Zimek y Mike Bauer.

Efectos especiales: Tricky Fingers, and Uli Lange Paroll.

Comprador de propiedades: Till Franzen.

Asistente de vestuario: Astrid Pinckernelle.

Coordinación de dobles: Pahuyuth Stunts.

Cáterin: Tischlein deck dich! y Isgard Kavugcuoglou.

Oficina de producción en Islandia:

Coordinación de producción: Arna M. Gunnarsdóttir, Birna Gunnarsdóttir y Sigrún Erla Sigurðardóttir.

Manager en Francia: Helgi Már Bjarnason.

Contador: Sigurður Bjarnason.

Oficina de producción en Alemania:

Manager de post producción: Rona Unrau.

Contador: Rolf Merkle.

Oficina de producción en el Reino Unido:

Asistente de producción: Kate Barry.

Desarrollo ejecutivo: Sam Lavender.

Auditores: Malde & Co., Ashish Shah y Sirish Malde.

Servicios legales: Lee and Thompson Solicitors.

Seguro: Aon Ruben.

Oficina de producción en Noruega:

Asistente de producción: Pauline Aasarod.

Estudio de sonido: Cinemasound ltd.

Laboratorio: Atlantik Film Kopierwerk GmbH, Hamburg, Film Stock y Kodak.

Equipo de cámaras: Maddels Cameras GmbH/Hamburg.

Servicios legales: Tómas Þorvaldsson.

Seguro: Sjóvá Almennar.

Agradecimientos: Bifreidar og landbúnadarvélar, Landsbanki Íslands, Gunnar Carlsson, Jim Stark, Leikfélag Siglufjardar, Lögreglan Saudárkróki, Íbúar og bæjarstjórn Siglufjardar, Íbúar Hofsóss, Íbúar Saudárkróks, Sýslumannsembættid á Keflavíkurflugvelli, Jón Magnússon, Eigendur ﬁönglaskála, Heimilfólkid Vogum, Hofsósi, Ásmundur Jónsson, The crew of Maddel Neumann, KuppelFilm GbR, Location & Team-Service Germany, Astron Hotel (staff), Marten Cassens, Kai Imelmann, Noah Matheis, Samo Matheis, Tina Mersmann, Elmar Podlasly, 500 Space Bars: K. Gaiser GmbH (++ LOGO), Hiltronic/Statronic, Hamburgische Schiffszimmerergenossenschaft, HHLA, Herr Hoppe, Hotel Rex, Location office Filmförderung Hamburg, M+V Gaststätte.